# Dirka po Franciji 2011
Dirka po Franciji 2011 je bila 98. izvedba dirke po Franciji. Začela se je 2. julija 2011 s 191 km dolgo ravninsko etapo z izhodiščem na otoku Île de Noirmoutier, končala pa 24. julija 2011 s tradicionalnim ciljem na Elizejskih poljanah v Parizu.
Poudarek je bil na Alpah v spomin na 100. obletnico prvega obiska Toura na tem ozemlju, tako kot je bil predhodni Tour v znamenju Pirenejev. Najvišje so se kolesarji povzpeli na prelaz Col du Galibier, pri čemer je bil v 18. etapi to z 2.645 m nadmorske višine prvikrat doslej najvišji cilj katerekoli etape na Tourih.
Zmagovalec je postal Cadel Evans potem, ko je na predzadnji etapi v kronometru prevzel rumeno majico od Luksemburžana Andyja Schlecka. S tem je postal prvi Avstralec, ki je zmagal na Touru, in s 34. leti tudi najstarejši povojni zmagovalec Toura. Andy Schleck je bil že tretjič zapored drugi, njegov brat Fränk pa je bil tretji. Mark Cavendish je postal prvi Britanec, ki je zmagal v točkovanju za leteče in etapne cilje (zelena majica), v kategoriji za kralja gora (pikčasta majica) je zmagal Španec Samuel Sánchez, med mladimi kolesarji (bela majica) pa je zmagal domačin Pierre Rolland.  

## Ekipe
Do Toura je bilo upravičenih vseh 18 kolesarskih ekip, trenutno na seznamu UCI Pro Toura. Povabljene so bile tudi štiri ekipe članice mednarodne kolesarske zveze s sedežem v Franciji.
UCI ProTeams
- Ag2r-La Mondiale
- Astana
- BMC Racing Team
- Euskaltel-Euskadi
- Garmin–Cervélo
- HTC–Highroad
- Team Katusha
- Lampre-ISD
- Leopard Trek
- Liquigas-Cannondale
- Movistar Team
- Omega Pharma–Lotto
- Quick-Step
- Rabobank
- Team RadioShack
- Saxo Bank–SunGard
- Team Sky
- Vacansoleil-DCM

UCI Professional Continental
- Cofidis
- Team Europcar
- FDJ
- Saur–Sojasun

## Etape
| Etapa       | Start in cilj                             | Dolžina     | Tip                   | Datum                 | Zmagovalec etape     | Rumena majica    |
| ----------- | ----------------------------------------- | ----------- | --------------------- | --------------------- | -------------------- | ---------------- |
| 1           | Passage du Gois - Mont des Alouettes      | 191 km      | ravninska etapa       | sobota, 2. julij      | Philippe Gilbert     | Philippe Gilbert |
| 2           | Les Essarts, Vendée - Les Essarts, Vendée | 23 km       | moštveni kronometer   | nedelja, 3. julij     | Garmin-Cervélo       | Thor Hushovd     |
| 3           | Olonne-sur-Mer - Redon                    | 198 km      | ravninska etapa       | ponedeljek, 4. julij  | Tyler Farrar         | Thor Hushovd     |
| 4           | Lorient - Mûr-de-Bretagne                 | 172 km      | ravninska etapa       | torek, 5. julij       | Cadel Evans          | Thor Hushovd     |
| 5           | Carhaix - Cap Fréhel                      | 164 km      | ravninska etapa       | sreda, 6. julij       | Mark Cavendish       | Thor Hushovd     |
| 6           | Dinan - Lisieux                           | 226 km      | ravninska etapa       | četrtek, 7. julij     | Edvald Boasson Hagen | Thor Hushovd     |
| 7           | Le Mans - Châteauroux                     | 218 km      | ravninska etapa       | petek, 8. julij       | Mark Cavendish       | Thor Hushovd     |
| 8           | Aigurande - Super-Besse                   | 189 km      | vmesna etapa          | sobota, 9. julij      | Rui Costa            | Thor Hushovd     |
| 9           | Issoire - Saint-Flour                     | 208 km      | vmesna etapa          | nedelja, 10. julij    | Luis León Sánchez    | Thomas Voeckler  |
| dan počitka | dan počitka                               | dan počitka | dan počitka           | ponedeljek, 11. julij |                      |                  |
| 10          | Aurillac - Carmaux                        | 158 km      | ravninska etapa       | torek, 12. julij      | André Greipel        | Thomas Voeckler  |
| 11          | Blaye-les-Mines - Lavaur                  | 167 km      | ravninska etapa       | sreda, 13. julij      | Mark Cavendish       | Thomas Voeckler  |
| 12          | Cugnaux - Luz Ardiden                     | 211 km      | gorska etapa          | četrtek, 14. julij    | Samuel Sánchez       | Thomas Voeckler  |
| 13          | Pau - Lourdes                             | 152 km      | gorska etapa          | petek, 15. julij      | Thor Hushovd         | Thomas Voeckler  |
| 14          | Saint-Gaudens - Plateau de Beille         | 168 km      | gorska etapa          | sobota, 16. julij     | Jelle Vanendert      | Thomas Voeckler  |
| 15          | Limoux - Montpellier                      | 192 km      | ravninska etapa       | nedelja, 17. julij    | Mark Cavendish       | Thomas Voeckler  |
| dan počitka | dan počitka                               | dan počitka | dan počitka           | ponedeljek, 18. julij |                      |                  |
| 16          | Saint-Paul-Trois-Châteaux - Gap           | 162 km      | vmesna etapa          | torek, 19. julij      | Thor Hushovd         | Thomas Voeckler  |
| 17          | Gap - Pinerolo                            | 179 km      | gorska etapa          | sreda, 20. julij      | Edvald Boasson Hagen | Thomas Voeckler  |
| 18          | Pinerolo - Col du Galibier                | 200 km      | gorska etapa          | četrtek, 21. julij    | Andy Schleck         | Thomas Voeckler  |
| 19          | Modane - L'Alpe d'Huez                    | 109 km      | gorska etapa          | petek, 22. julij      | Pierre Rolland       | Andy Schleck     |
| 20          | Grenoble - Grenoble                       | 42 km       | samostojni kronometer | sobota, 23. julij     | Tony Martin          | Cadel Evans      |
| 21          | Creteil - Pariz (Elizejske poljane)       | 95 km       | ravninska etapa       | nedelja, 24. julij    | Mark Cavendish       | Cadel Evans      |
| skupno      | skupno                                    | 3430 km     | 3430 km               | 3430 km               | 3430 km              | 3430 km          |

## Razvrstitev po klasifikacijah
| Etapa  | Zmagovalec           | - Rumena majica  | - Zelena majica    | - Pikčasta majica  | - Bela majica     | - Ekipno           | - Rdeča številka      |
| ------ | -------------------- | ---------------- | ------------------ | ------------------ | ----------------- | ------------------ | --------------------- |
| 1      | Philippe Gilbert     | Philippe Gilbert | Philippe Gilbert   | Philippe Gilbert   | Geraint Thomas    | Omega Pharma–Lotto | Perrig Quéméneur      |
| 2      | Garmin–Cervélo       | Thor Hushovd     | Philippe Gilbert   | Philippe Gilbert   | Geraint Thomas    | Garmin–Cervélo     | brez                  |
| 3      | Tyler Farrar         | Thor Hushovd     | José Joaquín Rojas | Philippe Gilbert   | Geraint Thomas    | Garmin–Cervélo     | Mickaël Delage        |
| 4      | Cadel Evans          | Thor Hushovd     | José Joaquín Rojas | Cadel Evans        | Geraint Thomas    | Garmin–Cervélo     | Jérémy Roy            |
| 5      | Mark Cavendish       | Thor Hushovd     | Philippe Gilbert   | Cadel Evans        | Geraint Thomas    | Garmin–Cervélo     | Iván Gutiérrez        |
| 6      | Edvald Boasson Hagen | Thor Hushovd     | Philippe Gilbert   | Johnny Hoogerland  | Geraint Thomas    | Garmin–Cervélo     | Adriano Malori        |
| 7      | Mark Cavendish       | Thor Hushovd     | José Joaquín Rojas | Johnny Hoogerland  | Robert Gesink     | Garmin–Cervélo     | Yannick Talabardon    |
| 8      | Rui Costa            | Thor Hushovd     | Philippe Gilbert   | Tejay van Garderen | Robert Gesink     | Garmin–Cervélo     | Tejay van Garderen    |
| 9      | Luis León Sánchez    | Thomas Voeckler  | Philippe Gilbert   | Johnny Hoogerland  | Robert Gesink     | Team Europcar      | Flecha and Hoogerland |
| 10     | André Greipel        | Thomas Voeckler  | Philippe Gilbert   | Johnny Hoogerland  | Robert Gesink     | Team Europcar      | Marco Marcato         |
| 11     | Mark Cavendish       | Thomas Voeckler  | Mark Cavendish     | Johnny Hoogerland  | Robert Gesink     | Team Europcar      | Mickaël Delage        |
| 12     | Samuel Sánchez       | Thomas Voeckler  | Mark Cavendish     | Samuel Sánchez     | Arnold Jeannesson | Leopard Trek       | Geraint Thomas        |
| 13     | Thor Hushovd         | Thomas Voeckler  | Mark Cavendish     | Jérémy Roy         | Arnold Jeannesson | Garmin–Cervélo     | Jérémy Roy            |
| 14     | Jelle Vanendert      | Thomas Voeckler  | Mark Cavendish     | Jelle Vanendert    | Rigoberto Urán    | Leopard Trek       | Sandy Casar           |
| 15     | Mark Cavendish       | Thomas Voeckler  | Mark Cavendish     | Jelle Vanendert    | Rigoberto Urán    | Leopard Trek       | Niki Terpstra         |
| 16     | Thor Hushovd         | Thomas Voeckler  | Mark Cavendish     | Jelle Vanendert    | Rigoberto Urán    | Garmin–Cervélo     | Mihail Ignatjev       |
| 17     | Edvald Boasson Hagen | Thomas Voeckler  | Mark Cavendish     | Jelle Vanendert    | Rigoberto Urán    | Garmin–Cervélo     | Rubén Pérez           |
| 18     | Andy Schleck         | Thomas Voeckler  | Mark Cavendish     | Jelle Vanendert    | Rein Taaramäe     | Garmin–Cervélo     | Andy Schleck          |
| 19     | Pierre Rolland       | Andy Schleck     | Mark Cavendish     | Samuel Sánchez     | Pierre Rolland    | Garmin–Cervélo     | Alberto Contador      |
| 20     | Tony Martin          | Cadel Evans      | Mark Cavendish     | Samuel Sánchez     | Pierre Rolland    | Garmin–Cervélo     | brez                  |
| 21     | Mark Cavendish       | Cadel Evans      | Mark Cavendish     | Samuel Sánchez     | Pierre Rolland    | Garmin–Cervélo     | brez                  |
| Skupaj | Skupaj               | Cadel Evans      | Mark Cavendish     | Samuel Sánchez     | Pierre Rolland    | Garmin–Cervélo     | Jérémy Roy            |

## Končna razvrstitev
| Legenda                                  | Legenda                                  | Legenda                               | Legenda                                    |
| ---------------------------------------- | ---------------------------------------- | ------------------------------------- | ------------------------------------------ |
| A yellow jersey.                         | Predstavlja vodilnega v skupnem seštevku | A white jersey with red polka dots.   | Predstavlja vodilnega v gorski razvrstitvi |
| A green jersey.                          | Predstavlja vodilnega po točkah          | A white jersey.                       | Predstavlja najboljšega mladega kolesarja  |
| A white jersey with a yellow number bib. | Predstavlja vodilnega najboljše ekipe    | A white jersey with a red number bib. | Predstavlja najbolj borbenega kolesarja    |

### Rumena majica
| Poz. | Kolesar                      | Ekipa               | Čas         |
| ---- | ---------------------------- | ------------------- | ----------- |
| 1    | Cadel Evans (AUS)            | BMC Racing Team     | 86h 12′ 22″ |
| 2    | Andy Schleck (LUX)           | Leopard Trek        | + 1′ 34″    |
| 3    | Fränk Schleck (LUX)          | Leopard Trek        | + 2′ 30″    |
| 4    | Thomas Voeckler (FRA)        | Team Europcar       | + 3′ 20″    |
| DSQ  | Alberto Contador (ESP)       | Saxo Bank–SunGard   | + 3′ 57″    |
| 5    | Samuel Sánchez (ESP)         | Euskaltel-Euskadi   | + 4′ 55″    |
| 6    | Damiano Cunego (ITA)         | Lampre-ISD          | + 6′ 05″    |
| 7    | Ivan Basso (ITA)             | Liquigas-Cannondale | + 7′ 23″    |
| 8    | Tom Danielson (USA)          | Garmin–Cervélo      | + 8′ 15″    |
| 9    | Jean-Christophe Péraud (FRA) | Ag2r-La Mondiale    | + 10′ 11″   |
| 10   | Pierre Rolland (FRA)         | Team Europcar       | + 10′ 43″   |

| Skupna razvrstitev kolesarjev (11–169) | Skupna razvrstitev kolesarjev (11–169) | Skupna razvrstitev kolesarjev (11–169) | Skupna razvrstitev kolesarjev (11–169) |
| Poz.                                   | Kolesar                                | Ekipa                                  | Čas                                    |
| -------------------------------------- | -------------------------------------- | -------------------------------------- | -------------------------------------- |
| 11                                     | Rein Taaramäe (EST)                    | Cofidis                                | + 11' 29"                              |
| 12                                     | Kevin De Weert (BEL)                   | Quick-Step                             | + 16' 29"                              |
| 13                                     | Jérôme Coppel (FRA)                    | Saur–Sojasun                           | + 18' 36"                              |
| 14                                     | Arnold Jeannesson (FRA)                | FDJ                                    | + 21' 20"                              |
| 15                                     | Haimar Zubeldia (ESP)                  | Team RadioShack                        | + 26' 23"                              |
| 16                                     | Christian Vande Velde (USA)            | Garmin–Cervélo                         | + 27' 12"                              |
| 17                                     | Ryder Hesjedal (CAN)                   | Garmin–Cervélo                         | + 27' 14"                              |
| 18                                     | Peter Velits (SVK)                     | HTC–Highroad                           | + 28' 54"                              |
| 19                                     | Jelle Vanendert (BEL)                  | Omega Pharma–Lotto                     | + 32' 41"                              |
| 20                                     | Rob Ruijgh (NED)                       | Vacansoleil-DCM                        | + 33' 04"                              |
| 21                                     | brez                                   |                                        |                                        |
| 22                                     | Hubert Dupont (FRA)                    | Ag2r-La Mondiale                       | + 36' 54"                              |
| 23                                     | Vladimir Gusev (RUS)                   | Team Katusha                           | + 42' 26"                              |
| 24                                     | Rigoberto Urán (COL)                   | Team Sky                               | + 42' 48"                              |
| 25                                     | Gorka Verdugo (ESP)                    | Euskaltel-Euskadi                      | + 43' 06"                              |
| 26                                     | Nicolas Roche (IRL)                    | Ag2r-La Mondiale                       | + 46' 23"                              |
| 27                                     | Sandy Casar (FRA)                      | FDJ                                    | + 50' 28"                              |
| 28                                     | Vladimir Karpec (RUS)                  | Team Katusha                           | + 52' 25"                              |
| 29                                     | Maxime Monfort (BEL)                   | Leopard Trek                           | + 53' 16"                              |
| 30                                     | Jurij Trofimov (RUS)                   | Team Katusha                           | + 56' 46"                              |
| 31                                     | Geraint Thomas (GBR)                   | Team Sky                               | + 1h 00' 48"                           |
| 32                                     | Levi Leipheimer (USA)                  | Team RadioShack                        | + 1h 03' 58"                           |
| 33                                     | Robert Gesink (NED)                    | Rabobank                               | + 1h 05' 09"                           |
| 34                                     | Egoi Martínez (ESP)                    | Euskaltel-Euskadi                      | + 1h 08' 28"                           |
| DSQ                                    | Carlos Barredo (ESP)                   | Rabobank                               | + 1h 12' 58"                           |
| 36                                     | David Arroyo (ESP)                     | Movistar Team                          | + 1h 14' 40"                           |
| 37                                     | Chris Anker Sørensen (DEN)             | Saxo Bank–SunGard                      | + 1h 14' 42"                           |
| 38                                     | Philippe Gilbert (BEL)                 | Omega Pharma–Lotto                     | + 1h 14' 51"                           |
| 39                                     | Rémy Di Gregorio (FRA)                 | Astana                                 | + 1h 22' 04"                           |
| 40                                     | Julien El Fares (FRA)                  | Cofidis                                | + 1h 24' 21"                           |
| 41                                     | David Moncoutié (FRA)                  | Cofidis                                | + 1h 25' 25"                           |
| 42                                     | Sylwester Szmyd (POL)                  | Liquigas-Cannondale                    | + 1h 25' 37"                           |
| 43                                     | Cyril Gautier (FRA)                    | Team Europcar                          | + 1h 27' 43"                           |
| 44                                     | Tony Martin (GER)                      | HTC–Highroad                           | + 1h 30' 56"                           |
| 45                                     | Andrej Zeic (KAZ)                      | Astana                                 | + 1h 31' 48"                           |
| 46                                     | Dries Devenyns (BEL)                   | Quick-Step                             | + 1h 34' 06"                           |
| 47                                     | Yannick Talabardon (FRA)               | Saur–Sojasun                           | + 1h 34' 51"                           |
| 48                                     | Xabier Zandio (ESP)                    | Team Sky                               | + 1h 35' 18"                           |
| 49                                     | Steve Morabito (SUI)                   | BMC Racing Team                        | + 1h 37' 57"                           |
| 50                                     | Jakob Fuglsang (DEN)                   | Leopard Trek                           | + 1h 39' 58"                           |
| 51                                     | Christophe Riblon (FRA)                | Ag2r-La Mondiale                       | + 1h 43' 47"                           |
| 52                                     | Anthony Charteau (FRA)                 | Team Europcar                          | + 1h 43' 49"                           |
| 53                                     | Edvald Boasson Hagen (NOR)             | Team Sky                               | + 1h 44' 39"                           |
| 54                                     | Jérôme Pineau (FRA)                    | Quick-Step                             | + 1h 44' 41"                           |
| 55                                     | Maxime Bouet (FRA)                     | Ag2r-La Mondiale                       | + 1h 44' 45"                           |
| 56                                     | George Hincapie (USA)                  | BMC Racing Team                        | + 1h 45' 16"                           |
| 57                                     | Luis León Sánchez (ESP)                | Rabobank                               | + 1h 46' 09"                           |
| 58                                     | Laurens ten Dam (NED)                  | Rabobank                               | + 1h 47' 02"                           |
| 59                                     | David Loosli (SUI)                     | Lampre-ISD                             | + 1h 51' 08"                           |
| 60                                     | Linus Gerdemann (GER)                  | Leopard Trek                           | + 1h 51' 19"                           |
| 61                                     | Sylvain Chavanel (FRA)                 | Quick-Step                             | + 1h 52' 21"                           |
| 62                                     | Daniel Navarro (ESP)                   | Saxo Bank–SunGard                      | + 1h 53' 22"                           |
| 63                                     | Thomas De Gendt (BEL)                  | Vacansoleil-DCM                        | + 1h 54' 11"                           |
| 64                                     | Christian Knees (GER)                  | Team Sky                               | + 1h 56' 12"                           |
| 65                                     | Amaël Moinard (FRA)                    | BMC Racing Team                        | + 1h 58' 43"                           |
| 66                                     | Gorka Izagirre (ESP)                   | Euskaltel-Euskadi                      | + 1h 59' 47"                           |
| 67                                     | Jens Voigt (GER)                       | Leopard Trek                           | + 1h 59' 56"                           |
| 68                                     | Thor Hushovd (NOR)                     | Garmin–Cervélo                         | + 2h 03' 15"                           |
| 69                                     | Maciej Paterski (POL)                  | Liquigas-Cannondale                    | + 2h 03' 56"                           |
| 70                                     | Bauke Mollema (NED)                    | Rabobank                               | + 2h 06' 35"                           |
| 71                                     | Grischa Niermann (GER)                 | Rabobank                               | + 2h 07' 26"                           |
| 72                                     | Richie Porte (AUS)                     | Saxo Bank–SunGard                      | + 2h 09' 24"                           |
| 73                                     | Jegor Silin (RUS)                      | Team Katusha                           | + 2h 10' 05"                           |
| 74                                     | Johnny Hoogerland (NED)                | Vacansoleil-DCM                        | + 2h 11' 51"                           |
| 75                                     | Rubén Pérez (ESP)                      | Euskaltel-Euskadi                      | + 2h 12' 28"                           |
| 76                                     | David Millar (GBR)                     | Garmin–Cervélo                         | + 2h 14' 56"                           |
| 77                                     | Gianni Meersman (BEL)                  | FDJ                                    | + 2h 17' 27"                           |
| 78                                     | Stuart O'Grady (AUS)                   | Leopard Trek                           | + 2h 17' 58"                           |
| 79                                     | Tony Gallopin (FRA)                    | Cofidis                                | + 2h 18' 19"                           |
| 80                                     | José Joaquín Rojas (ESP)               | Movistar Team                          | + 2h 22' 54"                           |
| 81                                     | Sérgio Paulinho (POR)                  | Team RadioShack                        | + 2h 24' 29"                           |
| 82                                     | Tejay van Garderen (USA)               | HTC–Highroad                           | + 2h 25' 49"                           |
| 83                                     | Ivan Santaromita (ITA)                 | BMC Racing Team                        | + 2h 27' 12"                           |
| 84                                     | Markel Irizar (ESP)                    | Team RadioShack                        | + 2h 27' 13"                           |
| 85                                     | Jürgen Roelandts (BEL)                 | Omega Pharma–Lotto                     | + 2h 27' 28"                           |
| 86                                     | Jérémy Roy (FRA)                       | FDJ                                    | + 2h 28' 27"                           |
| 87                                     | Kristijan Koren (SVN)                  | Liquigas-Cannondale                    | + 2h 29' 24"                           |
| 88                                     | Imanol Erviti (ESP)                    | Movistar Team                          | + 2h 29' 47"                           |
| 89                                     | Marco Marcato (ITA)                    | Vacansoleil-DCM                        | + 2h 30' 09"                           |
| 90                                     | Rui Costa (POR)                        | Movistar Team                          | + 2h 31' 34"                           |
| 91                                     | Adriano Malori (ITA)                   | Lampre-ISD                             | + 2h 31' 47"                           |
| 92                                     | Jesús Hernández (ESP)                  | Saxo Bank–SunGard                      | + 2h 32' 00"                           |
| 93                                     | Matteo Bono (ITA)                      | Lampre-ISD                             | + 2h 35' 45"                           |
| 94                                     | Alan Pérez (ESP)                       | Euskaltel-Euskadi                      | + 2h 36' 14"                           |
| 95                                     | Nicki Sørensen (DEN)                   | Saxo Bank–SunGard                      | + 2h 36' 26"                           |
| 96                                     | Simon Gerrans (AUS)                    | Team Sky                               | + 2h 37' 25"                           |
| 97                                     | Jonathan Hivert (FRA)                  | Saur–Sojasun                           | + 2h 37' 37"                           |
| 98                                     | Juan Antonio Flecha (ESP)              | Team Sky                               | + 2h 41' 04"                           |
| 99                                     | Maarten Tjallingii (NED)               | Rabobank                               | + 2h 41' 41"                           |
| 100                                    | Daniel Oss (ITA)                       | Liquigas-Cannondale                    | + 2h 47' 07"                           |
| 101                                    | Anthony Roux (FRA)                     | FDJ                                    | + 2h 47' 49"                           |
| 102                                    | Iván Gutiérrez (ESP)                   | Movistar Team                          | + 2h 49' 23"                           |
| 103                                    | Michael Schär (SUI)                    | BMC Racing Team                        | + 2h 49' 37"                           |
| 104                                    | Arthur Vichot (FRA)                    | FDJ                                    | + 2h 49' 49"                           |
| 105                                    | Maksim Iglinski (KAZ)                  | Astana                                 | + 2h 53' 50"                           |
| 106                                    | Dimitrij Fofonov (KAZ)                 | Astana                                 | + 2h 53' 59"                           |
| 107                                    | Alessandro Petacchi (ITA)              | Lampre-ISD                             | + 2h 54' 20"                           |
| 108                                    | Joost Posthuma (NED)                   | Leopard Trek                           | + 2h 55' 25"                           |
| 109                                    | Danilo Hondo (GER)                     | Lampre-ISD                             | + 3h 00' 00"                           |
| 110                                    | Sébastien Minard (FRA)                 | Ag2r-La Mondiale                       | + 3h 00' 04"                           |
| 111                                    | Sébastien Hinault (FRA)                | Ag2r-La Mondiale                       | + 3h 00' 44"                           |
| 112                                    | Roman Kreuziger (CZE)                  | Astana                                 | + 3h 00' 59"                           |
| 113                                    | Sebastian Lang (GER)                   | Omega Pharma–Lotto                     | + 3h 01' 51"                           |
| 114                                    | Brent Bookwalter (USA)                 | BMC Racing Team                        | + 3h 03' 47"                           |
| 115                                    | Manuel Quinziato (ITA)                 | BMC Racing Team                        | + 3h 04' 47"                           |
| 116                                    | Benjamín Noval (ESP)                   | Saxo Bank–SunGard                      | + 3h 06' 29"                           |
| 117                                    | Blel Kadri (FRA)                       | Ag2r-La Mondiale                       | + 3h 07' 07"                           |
| 118                                    | Tristan Valentin (FRA)                 | Cofidis                                | + 3h 07' 10"                           |
| 119                                    | Fabian Cancellara (SUI)                | Leopard Trek                           | + 3h 07' 31"                           |
| 120                                    | Sébastien Turgot (FRA)                 | Team Europcar                          | + 3h 08' 34"                           |
| 121                                    | Leonardo Duque (COL)                   | Cofidis                                | + 3h 08' 41"                           |
| 122                                    | Laurent Mangel (FRA)                   | Saur–Sojasun                           | + 3h 10' 19"                           |
| 123                                    | Matteo Tosatto (ITA)                   | Saxo Bank–SunGard                      | + 3h 10' 36"                           |
| 124                                    | Fabrice Jeandesboz (FRA)               | Saur–Sojasun                           | + 3h 11' 47"                           |
| 125                                    | Brian Vandborg (DEN)                   | Saxo Bank–SunGard                      | + 3h 13' 43"                           |
| 126                                    | Paolo Longo Borghini (ITA)             | Liquigas-Cannondale                    | + 3h 13' 44"                           |
| 127                                    | Grega Bole (SVN)                       | Lampre-ISD                             | + 3h 14' 15"                           |
| 128                                    | Lieuwe Westra (NED)                    | Vacansoleil-DCM                        | + 3h 14' 15"                           |
| 129                                    | Dimitrij Muravjev (KAZ)                | Team RadioShack                        | + 3h 14' 29"                           |
| 130                                    | Mark Cavendish (GBR)                   | HTC–Highroad                           | + 3h 15' 05"                           |
| 131                                    | Mickaël Buffaz (FRA)                   | Cofidis                                | + 3h 15' 12"                           |
| 132                                    | Mickaël Delage (FRA)                   | FDJ                                    | + 3h 15' 39"                           |
| 133                                    | Alessandro Vanotti (ITA)               | Liquigas-Cannondale                    | + 3h 16' 00"                           |
| 134                                    | Niki Terpstra (NED)                    | Quick-Step                             | + 3h 16' 38"                           |
| 135                                    | Anthony Delaplace (FRA)                | Saur–Sojasun                           | + 3h 16' 58"                           |
| 136                                    | Borut Božič (SVN)                      | Vacansoleil-DCM                        | + 3h 17' 11"                           |
| 137                                    | Ben Swift (GBR)                        | Team Sky                               | + 3h 18' 07"                           |
| 138                                    | Jérémie Galland (FRA)                  | Saur–Sojasun                           | + 3h 19' 46"                           |
| 139                                    | Francisco Ventoso (ESP)                | Movistar Team                          | + 3h 20' 02"                           |
| 140                                    | Tomas Vaitkus (LTU)                    | Astana                                 | + 3h 20' 07"                           |
| 141                                    | Marcel Sieberg (GER)                   | Omega Pharma–Lotto                     | + 3h 21' 39"                           |
| 142                                    | Matthew Goss (AUS)                     | HTC–Highroad                           | + 3h 22' 32"                           |
| 143                                    | Maciej Bodnar (POL)                    | Liquigas-Cannondale                    | + 3h 23' 30"                           |
| 144                                    | Andrij Grivko (UKR)                    | Astana                                 | + 3h 26' 22"                           |
| 145                                    | Julian Dean (NZL)                      | Garmin–Cervélo                         | + 3h 28' 00"                           |
| 146                                    | Addy Engels (NED)                      | Quick-Step                             | + 3h 29' 04"                           |
| 147                                    | Mihail Ignatjev (RUS)                  | Team Katusha                           | + 3h 29' 07"                           |
| 148                                    | Arnaud Coyot (FRA)                     | Saur–Sojasun                           | + 3h 29' 20"                           |
| 149                                    | Pablo Urtasun (ESP)                    | Euskaltel-Euskadi                      | + 3h 30' 17"                           |
| 150                                    | Gerald Ciolek (GER)                    | Quick-Step                             | + 3h 30' 22"                           |
| 151                                    | Perrig Quéméneur (FRA)                 | Team Europcar                          | + 3h 30' 35"                           |
| 152                                    | Romain Zingle (BEL)                    | Cofidis                                | + 3h 31' 30"                           |
| 153                                    | Denis Kostjuk (UKR)                    | Lampre-ISD                             | + 3h 31' 42"                           |
| 154                                    | Lars Bak (DEN)                         | HTC–Highroad                           | + 3h 33' 25"                           |
| 155                                    | Vincent Jérôme (FRA)                   | Team Europcar                          | + 3h 34' 37"                           |
| 156                                    | André Greipel (GER)                    | Omega Pharma–Lotto                     | + 3h 35' 04"                           |
| 157                                    | Ramūnas Navardauskas (LTU)             | Garmin–Cervélo                         | + 3h 36' 53"                           |
| 158                                    | Yohann Gène (FRA)                      | Team Europcar                          | + 3h 38' 13"                           |
| 159                                    | Tyler Farrar (USA)                     | Garmin–Cervélo                         | + 3h 38' 32"                           |
| 160                                    | Jimmy Engoulvent (FRA)                 | Saur–Sojasun                           | + 3h 38' 34"                           |
| 161                                    | Bernhard Eisel (AUT)                   | HTC–Highroad                           | + 3h 39' 56"                           |
| 162                                    | Samuel Dumoulin (FRA)                  | Cofidis                                | + 3h 43' 17"                           |
| 163                                    | Mark Renshaw (AUS)                     | HTC–Highroad                           | + 3h 44' 00"                           |
| 164                                    | Marcus Burghardt (GER)                 | BMC Racing Team                        | + 3h 44' 08"                           |
| 165                                    | Danny Pate (USA)                       | HTC–Highroad                           | + 3h 45' 26"                           |
| 166                                    | Andrey Amador (CRC)                    | Movistar Team                          | + 3h 54' 35"                           |
| 167                                    | Fabio Sabatini (ITA)                   | Liquigas-Cannondale                    | + 3h 57' 43"                           |

### Zelena majica
| Poz. | Kolesar                    | Ekipa              | Točke |
| ---- | -------------------------- | ------------------ | ----- |
| 1    | Mark Cavendish (GBR)       | HTC–Highroad       | 334   |
| 2    | José Joaquín Rojas (ESP)   | Movistar Team      | 272   |
| 3    | Philippe Gilbert (BEL)     | Omega Pharma–Lotto | 236   |
| 4    | Cadel Evans (AUS)          | BMC Racing Team    | 208   |
| 5    | Thor Hushovd (NOR)         | Garmin–Cervélo     | 195   |
| 6    | Edvald Boasson Hagen (NOR) | Team Sky           | 192   |
| 7    | André Greipel (GER)        | Omega Pharma–Lotto | 160   |
| 8    | Tyler Farrar (USA)         | Garmin–Cervélo     | 127   |
| 9    | Samuel Sánchez (ESP)       | Euskaltel-Euskadi  | 105   |
| DSQ  | Alberto Contador (ESP)     | Saxo Bank–SunGard  | 105   |
| 10   | Jérémy Roy (FRA)           | FDJ                | 104   |

### Pikčasta majica
| Poz. | Kolesar                 | Ekipa              | Točke |
| ---- | ----------------------- | ------------------ | ----- |
| 1    | Samuel Sánchez (ESP)    | Euskaltel-Euskadi  | 108   |
| 2    | Andy Schleck (LUX)      | Leopard Trek       | 98    |
| 3    | Jelle Vanendert (BEL)   | Omega Pharma–Lotto | 74    |
| 4    | Cadel Evans (AUS)       | BMC Racing Team    | 58    |
| 5    | Fränk Schleck (LUX)     | Leopard Trek       | 56    |
| DSQ  | Alberto Contador (ESP)  | Saxo Bank–SunGard  | 51    |
| 6    | Jérémy Roy (FRA)        | FDJ                | 45    |
| 7    | Pierre Rolland (FRA)    | Team Europcar      | 44    |
| 8    | Maksim Iglinski (KAZ)   | Astana             | 40    |
| 9    | Johnny Hoogerland (NED) | Vacansoleil-DCM    | 40    |
| 10   | Sylvain Chavanel (FRA)  | Quick-Step         | 38    |

### Bela majica
| Poz. | Kolesar                 | Ekipa           | Čas          |
| ---- | ----------------------- | --------------- | ------------ |
| 1    | Pierre Rolland (FRA)    | Team Europcar   | 86h 23′ 05″  |
| 2    | Rein Taaramäe (EST)     | Cofidis         | + 46″        |
| 3    | Jérôme Coppel (FRA)     | Saur–Sojasun    | + 7′ 53″     |
| 4    | Arnold Jeannesson (FRA) | FDJ             | + 10′ 37″    |
| 5    | Rob Ruijgh (NED)        | Vacansoleil-DCM | + 22′ 21″    |
| 6    | Rigoberto Urán (COL)    | Team Sky        | + 32′ 05″    |
| 7    | Geraint Thomas (GBR)    | Team Sky        | + 50′ 05″    |
| 8    | Robert Gesink (NED)     | Rabobank        | + 54′ 26″    |
| 9    | Cyril Gautier (FRA)     | Team Europcar   | + 1h 17′ 00″ |
| 10   | Andrej Zeic (KAZ)       | Astana          | + 1h 21′ 05″ |

### Ekipna razvrstitev
| Poz. | Ekipa             | Čas          |
| ---- | ----------------- | ------------ |
| 1    | Garmin–Cervélo    | 258h 18′ 49″ |
| 2    | Leopard Trek      | + 11′ 04″    |
| 3    | Ag2r-La Mondiale  | + 11′ 20″    |
| 4    | Team Europcar     | + 41′ 53″    |
| 5    | Euskaltel-Euskadi | + 52′ 00″    |
| 6    | Team Sky          | + 58′ 24″    |
| 7    | Team Katusha      | + 1h 09′ 39″ |
| 8    | Saxo Bank–SunGard | + 1h 16′ 12″ |
| 9    | FDJ               | + 1h 30′ 16″ |
| 10   | Cofidis           | + 1h 47′ 29″ |